# Даунс, Кэти
Кэ́ти Да́унс (англ. Cathy Downs, 3 марта 1924, Порт-Джефферсон, Нью-Йорк, США — 8 декабря 1976, Лос-Анджелес, Калифорния, США) — американская киноактриса.

## Биография
Кэти Даунс начинала работать моделью, в 1944 году она подписала контракт с 20th Century Fox, и с 1945 года начала сниматься в драматических фильмах и вестернах. В 1950-х в основном снималась в фантастических фильмах и фильмах ужасов. Последний широкоэкранный фильм с её участием вышел в 1958 году, после него Даунс снималась только в телевизионных фильмах. В 1965 году она была уволена.
Кэти Даунс умерла в возрасте 52 лет от рака, похоронена на кладбище Вудлоун в Санта-Монике, Калифорния.
Кэти Даунс имеет звезду на Голливудской Аллее славы за вклад в развитие телевидения (6646 Hollywood Blvd).

## Личная жизнь
Кэти Даунс дважды была замужем: за Джо Кирквудом-младшим (1952—1955, развод) и за Робертом Брансоном (16 июля 1956 — 29 июля 1963, развод).

## Избранная фильмография
- 1945 — Сестрички Долли / англ. The Dolly Sisters — мисс Маскара (в титрах не указана)
- 1945 — Ярмарка штата / State Fair — девушка на карусели (в титрах не указана)
- 1946 — Моя дорогая Клементина / My Darling Clementine — Клементина Картер
- 1946 — Тёмный угол / англ. The Dark Corner — Мари Кэткарт
- 1948 — Петля висит высоко / англ. The Noose Hangs High — Кэрол Скотт
- 1950 — На закате дня / The Sundowners — Кэтлин Бойс
- 1953 — / англ. The Flaming Urge — Шарлотта Крюкшанк
- 1955 — Большая наводка / The Big Tip Off — сестра Мэри Жанна д’Арк
- 1955 — Фантом с глубины 10 000 лиг / The Phantom from 10,000 Leagues — Лоис Кинг
- 1956 — Женщина-монстр / англ. The She Creature — Дороти Чаппел
- 1957 — Невероятно огромный человек / The Amazing Colossal Man — Кэрол Форрест
- 1958 — Ракета на Луну / Missile to the Moon — Джун Сэкстон